# Konstantin Stanislavskij
Konstantin Sergejevitj Stanislavskij (russisk: Константин Сергеевич Станиславский, tr. Konstantin Sergejevitj Stanislavskij; født 17. januar 1863 i Moskva, Det Russiske Kejserrige, død 7. august 1938 samme sted i Sovjetunionen) var en russisk skuespiller, instruktør, pædagog og fornyer af teaterkunsten. Hans indflydelse på eftertidens skuespil- og instruktionskunst, og dermed også på teater og film kan næsten ikke overvurderes. I dag underviser hovedparten af den vestlige verdens teateruddannelser efter de principper som Konstantin Stanislavskij beskrev.